# Château du Val d'Auray
Le château du Val d'Auray est un château situé à Azay-le-Rideau (Indre-et-Loire) et inscrit aux monuments historiques le 12 octobre 1942.